# Narcystyczne zaburzenie osobowości
Osobowość narcystyczna (narcystyczne zaburzenie osobowości, ang. narcissistic personality disorder, NPD) – zaburzenie osobowości, w którym występuje wzorzec zachowań zdominowany nastawieniem wielkościowym (w wyobraźni lub na jawie), potrzebą bycia podziwianym, brakiem empatii i niezdolnością do przyjęcia perspektywy innych osób.
Według teorii zaburzenie to może przyjmować znacząco różne prezentacje i nasilenie. W ocenie Smelkowskiej-Zdziabek niejednorodność historycznych koncepcji nawiązujących do narcyzmu pozostawiła po sobie wiele terminologicznych nieścisłości. Narcystycznymi nazywano m.in. hipotetyczną naturalną fazę rozwojową we wczesnym dzieciństwie, cechę, typ lub zaburzenie osobowości, a nawet zjawiska socjologiczne. Sam konstrukt „zaburzeń osobowości” jest relatywnie abstrakcyjny i trudny do empirycznego opisu, dla którego używano na różne sposoby pojęć „zaburzenie”, „rys”, „struktura”, „typ”, „cecha”, „wymiar”, zamiennie: charakteru lub osobowości. W trakcie prac nad podręcznikiem diagnostycznym DSM-5 przegląd zespołu Alarcón rekomendował, aby nie uwzględniać NPD jako odrębnej diagnozy, dopóki nowe badania i teorie nie pozwolą na większą precyzję. Caligor i in. argumentowali za zachowaniem diagnozy NPD, przyznając że jest ona jednym z najsłabiej zbadanych zaburzeń osobowości i otacza ją „spore zamieszanie” co do rzetelności i trafności jej kryteriów, oraz efektywności metod terapeutycznych. Narcystyczne zaburzenie osobowości znalazło się w ostatecznie przyjętej wersji DSM-5. Wskutek kompromisów opis zaznacza, że pojedyncze cechy, które można nazwać narcystycznymi, mogą występować zarówno przy innych zaburzeniach osobowości, jak i u wielu dobrze funkcjonujących osób. Tylko w przypadkach gdy cechy te są nieelastyczne, dezadaptacyjne i trwałe, oraz powodują znaczące problemy w funkcjonowaniu i subiektywny dystres, można je nazwać narcystycznym zaburzeniem osobowości (analogiczne uwagi towarzyszą innym zaburzeniom osobowości). Podobne kryteria – „dostrzegalnych zaburzeń w funkcjonowaniu” – określa ICD-10.
Terapeuci psychodynamiczni i poznawczy przedstawili propozycje terapii osobowości narcystycznej, jednak jej efektywność nie została dobrze przebadana. Większość pacjentów z diagnozą NPD nie uważa, że cierpi na jakiekolwiek zaburzenie. Szacuje się, że kryteria tej diagnozy spełnia ok. 1% populacji.
Określenie narcystyczny pochodzi od postaci mitologicznego Narcyza.

## Objawy i diagnoza nozologiczna
Nozologiczne klasyfikacje diagnostyczne, które porządkują obserwowalne symptomy w taksonomie, są (np. według Cierpiałkowskiej, czy zespołów Becka i Caligor) czasem arbitralnym, ale praktycznym narzędziem dla systemów opieki zdrowotnej. Standardowe ramy pojęciowe ułatwiają komunikację w pracy klinicznej i badaniach empirycznych. Zaburzenia osobowości uwzględniono w systemach diagnostycznych od wydania DSM-III w 1980; NPD wydzielono jako odrębną etykietę od DSM-IV w 1990. W ICD-10 było włączone do zbiorczej kategorii „inne określone zaburzenia osobowości”.
Trudności w ustaleniu jednoznacznego, empirycznego opisu kryteriów diagnostycznych w takich przypadkach jak NPD prowadziły do napięć między podejściem nozologicznym, a bardziej intuicyjną tradycją kliniczną. Zwolennicy pierwszego powoływali się na naukową obiektywność, a drugiego na złożoność opisywanych konstruktów i potrzebę zindywidualizowanego podejścia do terapii i pacjentów. Zdaniem Cierpiałkowskiej oraz zespołu Becka podejście nozologiczne (in. medyczne) nie stoi w pełnej sprzeczności z podejściem klinicznym (psychologicznym) – w niektórych kontekstach powinny się uzupełniać. DSM jest ponadto wprawdzie przykładem ujęcia taksonomicznego, lecz w kolejnych wydaniach eksponuje coraz bardziej wartość elastycznego podejścia wymiarowego.

### DSM-5
NPD definiuje się w DSM-5, wydanej w 2013 klasyfikacji Amerykańskiego Towarzystwa Psychiatrycznego, skrótowo jako wzorzec zachowań zdominowany nastawieniem wielkościowym (w wyobraźni lub na jawie), potrzebą bycia podziwianym, oraz brakiem empatii. Diagnoza musi spełniać ogólne kryteria zaburzeń osobowości, m.in. długotrwałości i sztywności nietypowych i głęboko zakłócających funkcjonowanie zachowań, oraz niemożności wyjaśnienia ich np. nadużywaniem substancji psychoaktywnych czy innymi chorobami. Musi też spełniać zestaw specyficznych kryteriów.
W diagnozie różnicowej wyróżniające dla NPD na tle innych wybranych zaburzeń osobowości mają być, w porównaniu do:
- borderline – względny brak autoagresji impulsywności i lęku przed porzuceniem,
- histronicznego – szczególna duma z osiągnięć, względna powściągliwość emocjonalna i mniejsze zainteresowanie uczuciami innych osób,
- antyspołecznego – niższa impulsywność, agresja, zwodniczość i konflikty z prawem, wyższa potrzeba wywoływania podziwu,
- obsesyjno-kompulsywnego – raczej wielkościowy niż lękliwy perfekcjonizm.

W rezultacie kompromisu i jako propozycję kierunku rozwoju systemu w przyszłości, DSM-5 przedstawia także w dodatkowej sekcji alternatywną, elastyczniejszą konceptualizację zaburzeń osobowości. Nowe podejście wylicza, oprócz mniejszej liczby konkretnych kryteriów obserwacyjnych, także ogólne obszary typowych dysfunkcji.
Pracom nad piątym wydaniem DSM-5 towarzyszyły spory o to, czy powinna uwzględniać m.in. NPD, zakończone zachowaniem tej diagnozy w systemie. Część autorów argumentowała, że ta jednostka diagnostyczna jest nozologicznie niespójna i broniona z powodów heurystycznych, a nie merytorycznych. Towarzysząca jej literatura teoretyczna, empiryczna i psychometryczna jest, zdaniem tych autorów, zbyt niskiej jakości i w zbyt dużym stopniu nieścisła i metaforyczna. Za zachowaniem NPD opowiedzieli się tacy autorzy, jak Beck, Yeomans, Gabbard, Fonagy, czy Kernberg, zgadzając się, że stan piśmiennictwa dotyczącego zaburzenia nie jest zadowalający. Według propozycji przedstawionej w projektach roboczych DSM ok. 2010, zaburzenia osobowości których usunięcie rozważano miały być rozbite na odrębne wymiary lub „domeny” cech. Głównymi odpowiednikami NPD w takim ujęciu miało być kilka samodzielnych konstruktów, takich jak „antagonizm”, „wielkościowość” i „poszukiwanie uwagi”; typowe miały być dla niej deficyty w dojrzałym poczuciu tożsamości, regulacji emocji i zdolności do nawiązywania bliskich relacji. Ostatecznie podstawowa wersja diagnozy została zachowana w postaci praktycznie niezmienionej od poprzedniego wydania.

### ICD-10
ICD-10, wydana w 1990 klasyfikacja Światowej Organizacji Zdrowia (WHO; dziesiąta wersja obowiązuje w Polsce od 1996; wydanie ICD-11 jest planowane na 2022), wymienia narcystyczne zaburzenia osobowości w zbiorczej grupie F60.8, „inne określone zaburzenia osobowości”, pozostawiając – poza ogólnymi kryteriami zaburzeń osobowości, podobnymi do DSM-5 – szczegóły interpretacyjne diagnostom.

## Badania empiryczne

### Etiologia
Prace teoretyczne sugerowały, że szeroko pojmowany narcyzm może rozwijać się w następstwie albo zbyt chłodnego, krytycznego i surowego stylu wychowania (np. Kernberg), albo stylu zbyt uległego – w odniesieniu do indywidualnych podatności dziecka. W ocenie Parisa, przyjmującego istnienie wielu form tego charakteru, permisywny styl wychowawczy może być czynnikiem ryzyka dla rozwoju narcyzmu wielkościowego, a styl surowy i kontrolujący dla rozwoju narcyzmu nadwrażliwego. Wstępne badania sugerują, że wskaźniki skorelowane z późniejszymi objawami narcyzmu ujawniają się już w wieku przedszkolnym, zarówno w zachowaniach samych dzieci, jak i ich opiekunów. Częstsze występowanie tych cech u mężczyzn prowadziło niektórych autorów do spekulacji o znaczeniu kulturowych ról płciowych, oraz o znaczeniu mechanizmów genetycznych. Badania oparte na różnych kryteriach i metodologiach oszacowywały odziedziczalność NPD na poziomie 40%, 77% lub 79% w badaniu bliźniąt, a narcyzmu w ujęciu wymiarowym na 24%. Nie musi to oznaczać bezpośredniej dziedziczności zaburzenia lub cech – świadczy jednak przynajmniej o istnieniu nieokreślonej konstytutywnej podatności.

### Epidemiologia
Przeglądy literatury szacują występowanie NPD w populacji między 0–5,3% (według zespołu Caligor) lub 0–6.2% ze średnią 1,06%. Wśród osób z taką diagnozą ok. 50–75% jest płci męskiej, częściej są to osoby w młodszym wieku i niepozostające w związkach. W populacji pacjentów klinicznych występowanie NPD szacowano między 1–17% lub 2,3–35,7%.
Według metaanalizy badań obejmujących 470 tys. osób, mężczyźni nieco częściej (d = 0,26) wykazują cechy narcystyczne; efekt ten może wynikać głównie z nieco wyższych wyników w syntetycznych podskalach określonych jako „manipulacyjność/roszczeniowość” (Exploitative/Entitlement; d = 0,29) i „przywództwo/władza” (Leadership/Authority; d = 0,20). W tym przeglądzie mężczyźni i kobiety różnili się jedynie minimalnie na podskali „wielkościowość/ekshibicjonizm” (d = 0,04) i pod względem „narcyzmu nadwrażliwego” (d = 0,04, z przedziałem ufności obejmującym zero).

### Współzachorowalność
Według DSM-5 narcystyczne zaburzenie osobowości może współwystępować z zaburzeniami nastroju (np. dystymią lub hipomanią), z nadużywaniem substancji psychoaktywnych, a u młodzieży także z zaburzeniami odżywiania i zaburzeniami adaptacyjnymi. NPD może występować jednocześnie z innymi zaburzeniami osobowości, z których DSM-5 zwraca uwagę na histrioniczne, borderline, antyspołeczne i paranoiczne.
Według badań NPD może towarzyszyć niska ukryta samoocena, oraz podwyższona agresywność i wrogość. Dystymia lub zaburzenia depresyjne występują w ciągu życia, według Ronningstam, u 42–50% tak zdiagnozowanych osób.

### Prognoza
Skuteczność interwencji terapeutycznych i farmakologicznych w łagodzeniu lub zmianie NPD nie została systematycznie przebadana. Pacjenci z tą diagnozą względnie często rezygnują z terapii.

## Teorie psychologiczne

### Historia

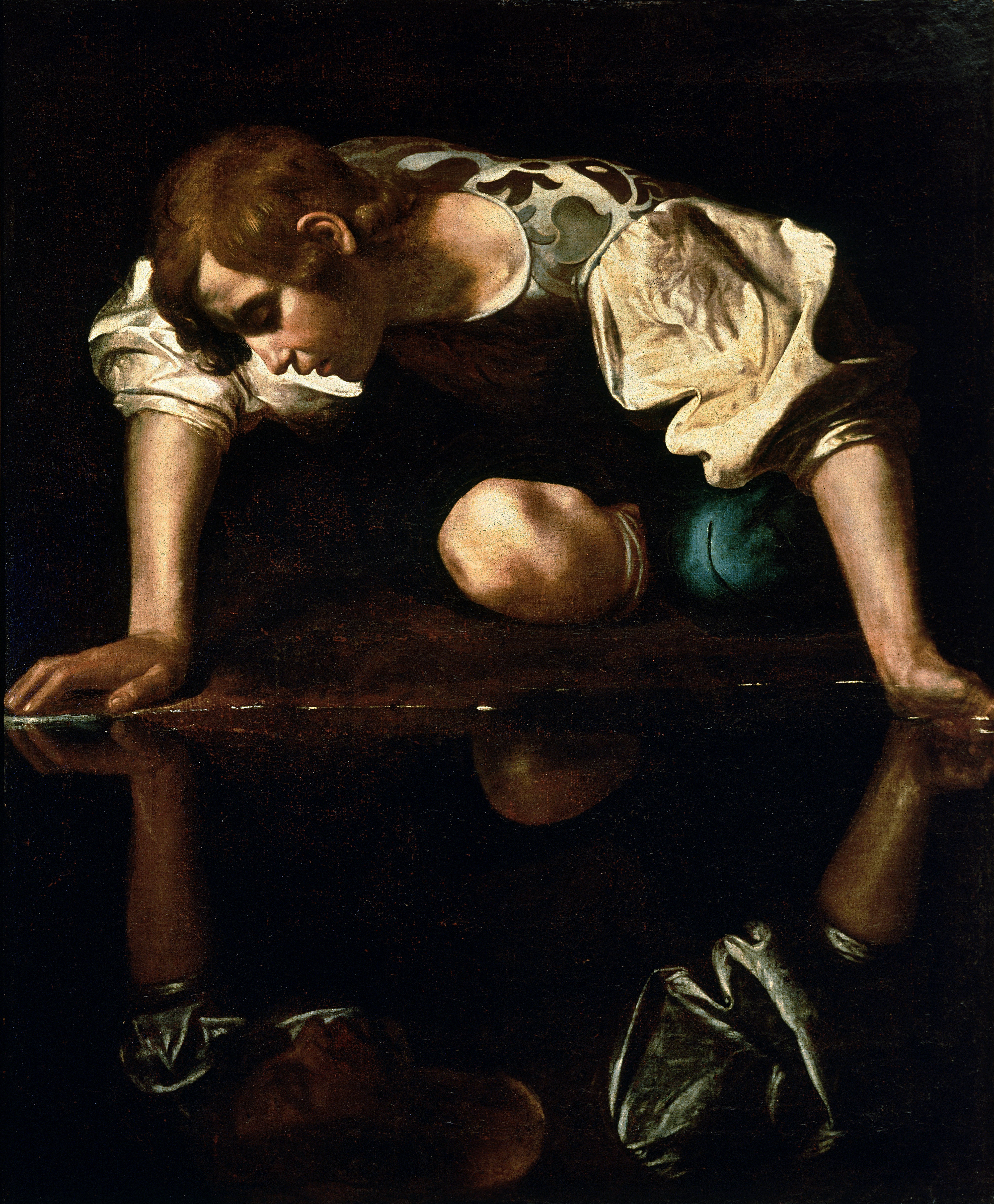
Narcyz, aut. prawdopodobnie Caravaggio

Wczesne koncepcje, zbliżone do późniejszych teorii narcyzmu, choć nieużywające tego określenia, rozwijał m.in. Adler („kompleks niższości”; 1891). Pierwsze popularne odwołanie do mitu o Narcyzie w literaturze psychologicznej przypisuje się publikacji Havelocka Ellisa z 1898, poświęconej przypadkowi autoerotycznej obsesji u pacjenta. Podobne nawiązania – także głównie w kontekście seksualności – pojawiły się w kilku tekstach Freuda (m.in. w eseju Zur Einführung des Narzißmus), czy u Kraepelina.
Porównania do Narcyza dotyczyły początkowo wyłącznie sytuacyjnych zachowań i stanów. Próby opisania narcyzmu lub „charakteru narcystycznego” (nazywanego też lub łączonego z różnie definiowaną „megalomanią”) podejmowali m.in. w latach 1924–1931 Abraham, Waelder czy Freud. Termin przyjął się w literaturze klinicznej i kulturze, choć według McWilliams, klasyczni psychoanalitycy mieli trudność z rozwinięciem jego teorii, ponieważ posługiwali się głównie teoriami opartymi na idei konfliktu, a do tego przypadku lepiej pasuje model deficytu. Do otwarcia tego kierunku analiz doprowadziły m.in. koncepcje Sullivana i Eriksona (o podstawowym bezpieczeństwie i tożsamości), Horney i Fairbairna (o kompensacji rozczarowań w zakresie relacji) oraz Biona i Winnicota (o wspierających i odzwierciedlających opiekunach). Jednym z pierwszych autorów używających pojęcia „narcystycznego zaburzenia charakteru” był Nemiah.
Dopiero w drugiej połowie XX wieku psychoterapeuci psychoanalityczni, przede wszystkim zaliczani do nurtu teorii relacji z obiektem Kohut (ok. 1966–1971) i Kernberg (1975), rozwinęli koncepcję narcyzmu jako całościowego typu osobowości, a w skrajnych przypadkach – zaburzenia. Kohut miał być odpowiedzialny za wprowadzenie terminu „narcystyczne zaburzenie osobowości” (kategoria zaburzeń osobowości istniała już w wydanym w 1952 DSM-I). Ci dwaj autorzy przedstawili także pierwsze znaczące koncepcje możliwości psychoanalitycznej terapii NPD. Od strony podejścia poznawczego pierwsze główne propozycje tego rodzaju przedstawili Millon (1985) i Young (1990).

### Teorie psychoanalityczne i psychodynamiczne
Pomimo szczegółowych różnic ich teorii, podejście psychodynamiczne wypracowało dzięki Kohutowi i Kernbergowi ogólną definicję objawów charakteru lub zaburzenia narcystycznego. Definicja ta była podstawą dla pierwszej postaci kryteriów diagnostycznych NPD w systemie DSM oraz dla konceptualizacji zjawiska w podejściu poznawczym. Jak zaznaczają m.in. Fonagy, Gabbard i Clarkin, osoby z narcystyczną strukturą osobowości w rozumieniu psychodynamicznym nie stanowią jednorodnej grupy klinicznej: należy mówić raczej o wymiarach objawów. Głębokość tej struktury może przejawiać się od pojedynczych aspektów zdrowej osobowości, poprzez „cechy”, „rys” lub „styl narcystyczny” (nie stanowiące jeszcze zaburzeń osobowości w rozumieniu klinicznym) do zespołu złośliwego narcyzmu (głębokiej psychopatologii osobowości).
W ujęciu psychodynamicznym, według opracowania McWilliams, wszystkie osoby narcystyczne łączy zwalczane poczucie słabości, wstydu, niższości i nieodpowiedności (lub strach przed nimi). Zachowania kompensacyjne mogą być różne, ale pozostają zorganizowane wokół pragnienia podtrzymania samooceny i potwierdzania własnej wartości przez źródła zewnętrzne. Zaburzoną osobowość narcystyczną cechuje przesadne zaabsorbowanie sobą oraz nadzwyczajna wrażliwość na aprobatę i krytykę. Osoby o takich cechach poświęcają dużo uwagi wywoływanemu przez siebie wrażeniu i jego publicznie widocznych podstawach: wyglądowi, zdrowiu, uznaniu osiągnięć, czy zewnętrznym, materialnym i niematerialnym, przejawom wyjątkowości. Mają tendencję do manipulowania i wykorzystywania innych; próbują rozpoznać, co robi wrażenie na rozmówcy i postępują tak, aby uzyskać potrzebną uwagę czy podziw. Inni ludzie są dla nich ważni, ale instrumentalnie – osoby narcystyczne mogą w głębi serca pogardzać tymi, którzy je podziwiają, dlatego że „dali się nabrać i wykorzystywać”.
Osoby z zaburzeniem narcystycznym charakteryzują się znaczną nietolerancją dla większości uczuć i silną kontrolą ujawnianych emocji (na tyle, na ile pozwala im siła ego). W ich doświadczeniu dominuje poczucie pustki, lęku, wstydu lub zawiści. Typowe dla tego charakteru, w tym ujęciu, mają być narcystyczna duma, wstyd i wściekłość. W sytuacjach przerastających siłę ego, stany te ujawniają się jako acting out – zaskakująco intensywne wybuchy emocji w odpowiedzi na postrzegane zagrożenia. Motywacja osób narcystycznych – ochrona wielkościowego poczucia ważności i samooceny – prowadzi w takich stanach do pragnienia zniszczenia lub poniżenia innych ludzi.
Z narcystycznym zaburzeniem osobowości wiązano liczne mechanizmy obronne, przede wszystkim idealizację i dewaluację; literatura wymienia także m.in. próby omnipotentnej kontroli, projekcję, racjonalizację, fantazjowanie i wycofanie. Osoby o takim charakterze przerzucają odpowiedzialność na zewnątrz, zaprzeczają własnym błędom i ograniczeniom i życzeniowo postrzegają przyczyny własnych i cudzych sukcesów czy porażek.
Etiologię narcyzmu jako rysu charakteru i jako zaburzenia osobowości, przypisuje się w podejściu psychodynamicznym – śladem teorii relacji z obiektem – doświadczeniom wczesnodziecięcym. Wśród hipotetycznych podatności McWilliams wymienia wyższą wrażliwość na emocje, postawy i oczekiwania opiekunów, którym dziecko łatwiej ulega, stając się „narcystycznym przedłużeniem rodziców”. Jego prawdziwe emocje są odrzucane albo upokarzane. Od opiekunów przyswaja komunikat, że w życiu „można być bardzo cenionym, ale tylko z powodu konkretnej roli, jaką się odgrywa”. Dziecko może mieć poczucie, że jest bez przerwy oceniane i akceptowane warunkowo, nawet jeśli werdykt jest stale pozytywny. Nie kształtuje się u niego realistyczne, zniuansowane poczucie bycia „wystarczająco dobrym”, a jedynie rozszczepiony, wielkościowo dobry lub zły obraz „Ja” i innych osób. Ogranicza to rozwój jego zdolności do utrzymywania bliskich relacji, ponieważ „Ja” i inni są rozumiani powierzchownie i przedmiotowo. Niezależnie od tego, czy większą rolę gra indywidualna wrażliwość dziecka, czy zachowania opiekunów, okresem kluczowym dla ukształtowania narcyzmu ma być faza rozwojowej separacji-indywiduacji (podfaza ponownego zbliżenia; za teorią Mahler) – w którym dochodzi do tzw. „zranienia narcystycznego”. Podobny mechanizm ma odpowiadać za rozwój innych zaburzeń osobowości, różniąc się jednak etapem i szczegółowym przebiegiem. McWilliams zaznaczyła, że elementy funkcji narcystycznych (obrony podtrzymujące samoocenę) występują we wszystkich typach struktur osobowości i być może narcystyczne zaburzenie osobowości jest diagnozowane zbyt często. Także m.in. Kohut zauważał, że wtórny, sytuacyjny narcyzm należy rozróżniać od patologii charakteru.

#### Koncepcje Kohuta i Kernberga
Kohut przedstawił pierwszą znaczącą, ogólną koncepcję kilku zaburzeń osobowości, według której każde z nich wywodzi się z niewystarczającego odzwierciedlania przeżyć dziecka przez rodziców, co nie pozwala mu rozwinąć dojrzałego i stabilnego poczucia „Ja”. Zaburzenia osobowości polegają, w tej teorii, na niedojrzałości poczucia „Ja” i sprawnym opanowaniu jedynie najbardziej pierwotnych mechanizmów obronnych – w sposób specyficzny dla każdego zaburzenia. Autor ten rozróżnił dwa podtypy narcystycznych zaburzeń osobowości (podobne propozycje przedstawił m.in. Broucek):
- typ niebaczny (agresywny, wielkościowy, arogancki; opisany w DSM),
- typ nadwrażliwy (nieśmiały, zahamowany, nadwrażliwy na krytykę).

Kernberg, zgadzając się z Kohutem tylko częściowo, przedstawił bardziej szczegółową teorię. Przypisał kształtowanie się zaburzenia narcystycznego nieprawidłowemu przebiegowi fazy integracji, kładąc akcent na mechanizm obronny rozszczepienia, przez którego niedojrzałość nie mogą powstać realistyczne, złożone reprezentacje „Ja” i drugiej osoby („obiektu”).
Gabbard i in. referują tę teorię, z późniejszymi zmianami, jako opis rozwoju zranienia narcystycznego w fazie ponownego zbliżenia. Rana lub zranienie narcystyczne powstaje, gdy opiekunowie wymagają od dziecka, aby było pod jakimś względem inne niż jest w rzeczywistości. Rodzice nie odzwierciedlają dziecka, nie są empatyczni i nie zachowują zdrowych granic, nie pozwalając na prawidłowy rozwój dopiero wyłaniającej się osobowości – na kształtowanie się prawdziwego self. Przekaz otoczenia brzmi: Jeśli przestaniesz być sobą i będziesz tym kim ja chcę abyś był, będę cię kochał. Zamiast potrzebnej w tym okresie kateksji narcystycznej rodziców przez dziecko następuje proces odwrotny – rodzice idealizują dziecko, wymuszając na nim stworzenie obronnego, kompensacyjnego, fałszywego self, które ma zapewnić dziecku bezpieczeństwo związane z zaspokojeniem podstawowych potrzeb. Idealizacja dziecka wiąże się z nieakceptowaniem jego słabości i ograniczeń oraz wyjątkowej w tym okresie podatności na zranienie. Powstałe w wyniku zranienia fałszywe self (fałszywe „Ja”) będzie zaprzęgało ogromną część energii organizmu w celu osiągnięcia wielkości, bez której osoba czuje się skrajnie bezwartościowa lub doznaje dojmującej pustki – uczucia pochodzącego z prawdziwego self, towarzyszącego refleksji, że żyło się nie swoim życiem, w iluzji o swojej omnipotencji. Według tego opisu, jeśli dziecko nie było kochane takim jakie jest, jeśli było wykorzystane do realizacji marzeń rodziców lub otrzymało przekaz: „musisz być kimś lepszym”, to przez resztę życia będzie mu trudno być sobą lub będzie to w ogóle niemożliwe.
Kernberg wyróżnił następujące kliniczne komponenty narcystycznych zaburzeń osobowości:
- patologię „Ja” (nadmierny egocentryzm, zależność od podziwu)
- patologię relacji (nadmierna zazdrość, wykorzystywanie innych, brak empatii)
- patologię superego (od deficytu zdolności do smutku i żałoby, poprzez wahania nastroju, odczuwanie wstydu do zachowań antyspołecznych)

#### Terapia
Kohut, Kernberg i późniejsi autorzy dostrzegali możliwość udanej terapii zaburzeń narcystycznych, jednak różne rozumienie normalnego i zaburzonego rozwoju „Ja” (self) prowadziło ich do różnych zaleceń terapeutycznych. Pierwszy zalecał zapewnianie pacjentom akceptacji i ciągłej empatii, drugi zaś rekomendował umiarkowaną i taktowną, ale stałą konfrontację. W ujęciu McWilliams, spór między Kernbergiem a Kohutem (a wcześniej także Freudem i Adlerem) dotyczył tego, czy pierwsze – zarówno w rozwoju normalnym, jak i zaburzonym – jest „Ja” wielkościowe czy „Ja” poniżone. Celem terapii ma być rozwój zdolności do pełniejszego postrzegania i współżycia z innymi ludźmi: akceptowania ich bez ostrych ocen i eksploatacji, kochania bez pełnego idealizowania i niesparaliżowanego wstydem wyrażania uczuć.
McWilliams opisuje terapię osób z zaburzeniem narcystycznym jako trudną; powierzchowność ich relacji z innymi ludźmi utrudnia korzystanie z terapeutycznego przeniesienia i przeciwprzeniesienia. Sam klimat relacji terapeutycznej jest inny: pacjenci nie są nią autentycznie zainteresowani. Terapeuta może czuć się niepostrzegany jako realna osoba ignorowany oraz sfrustrowany nierealistycznie pochwalnymi lub krytycznymi ocenami i brakiem postępu w terapii. Interwencje, według McWilliams, powinny być ostrożne i wrażliwe. Osoby narcystyczne można postrzegać jako w gruncie rzeczy bardzo wstydliwe, skłonne do uciekania przed własnymi błędami i ukrywania się przed ludźmi, którzy mogą je dostrzec. Mają trudność z rozumieniem i wyrażaniem własnych potrzeb.

### Teorie poznawczo-behawioralne
Rozwój poznawczej terapii zaburzeń osobowości czerpał z literatury psychodynamicznej, stąd łączą je podobieństwa. Według relacji Becka i in., autorzy z obu podejść zgadzają się, że zazwyczaj najskuteczniejszym sposobem leczenia takich zaburzeń jest rozpoznanie i zmiana głębokich osobowościowych „problemów kluczowych” – opisywanych przy pomocy różnych terminów. W nurtach powiązanych z psychoanalizą rozumiane są one w kategoriach procesów w dużej mierze nieświadomych; w podejściu poznawczym uważa się, że jego techniki umożliwiają szeroki i uświadomiony dostęp do tego obszaru. Podejście poznawcze w większym stopniu skupia się na błędach w aktualnych atrybucjach i schematach myślenia, a podejście psychodynamiczne na wczesnodziecięcych doświadczeniach oraz dysfunkcjonalnych emocjach i motywacjach.
Typowa dla zaburzeń osobowości jest opisana już w DSM-III z 1980 trwałość: pacjent „zawsze taki był”, nie stosuje się do terapii lub wykazuje jedynie pozorną aktywność, wydaje się stać w miejscu i uznaje za normalne i akceptowalne (egosyntoniczne) to, co terapeuta i inni postrzegają jako problem. Beck i in. podkreślają, że zaburzenia osobowości nie muszą wynikać tylko ze złej opieki w dzieciństwie, ale są rezultatem interakcji pomiędzy indywidualnymi predyspozycjami a wpływem zewnętrznym. Osoby tak diagnozowane mogły być bardziej wrażliwe na traumy i niepożądany wpływ innych osób, np. w obszarze poczucia własnej wartości; autorzy spekulują o ewolucyjnych podłożach aspektów osobowości. Adaptacyjne w normalnym zakresie cechy mogą w skrajnych postaciach być dysfunkcjonalne.
Zaburzenia osobowości charakteryzują, według tego ujęcia, utrwalone, dysfunkcjonalne przekonania i schematy poznawcze. Niektóre wzorce mogą być słabo, a inne nadmiernie, kompensująco rozwinięte. Ich wpływ można zidentyfikować na każdym etapie pracy umysłu: od percepcji, poprzez systemy poznawcze i emocjonalno-motywacyjne, po zachowanie. Ważną rolę w tym łańcuchu grają systemy kontroli i regulacji wewnętrznej, związane z obrazem własnej osoby i schematami „Ja”.
Podstawowe przekonanie (postawa) osoby narcystycznej to „jestem niezwykła i wyjątkowa”. Nie jest to zwykła wysoka pewność siebie, lecz raczej wynik „pochłonięcia sobą”. Koncepcja własnej osoby w narcyzmie przedstawia ją jako stojącą ponad zwykłymi ludźmi i prawem, zasługującą na specjalne względy i traktowanie. Przekonanie to realizuje się poprzez jawne zachowania (strategię) wyolbrzymiania własnego znaczenia. Słabo rozwinięte wzorce dotyczą bliskich relacji interpersonalnych, nadmiernie – obrony własnej wartości. Inni ludzie postrzegani są jako gorsi, np. wasale lub potencjalni wielbiciele; osoby, które nie są przydatne i nie mają sukcesów i wyróżnień, są uznawane za nieważne, a nawet bezwartościowe. Tzw. ukryte przekonania kluczowe w tym zaburzeniu dotyczą jednak bezradności i niezasługiwania na miłość; ludzie jako zbiorowość mogą być postrzegani jako potężna widownia, której przychylność jest warunkiem szczęścia. Treść przekonań warunkowych i instrumentalnych dotyczy konieczności rywalizowania, karania, wymuszania uległości, walki o miejsce na szczycie i zaznaczania nadrzędności. Realizują się przez ambicje i dążenie do chwały, bogactwa, wysokiej pozycji, władzy i prestiżu, oraz rywalizację z innymi i manipulacje. Te strategie mogą być w normalnym zakresie adaptacyjne i sprzyjać osiąganiu sukcesów. Przy zaburzeniu stają się jednak kompulsywne, sztywne i przewrażliwione na zagrożenia. Mogą realizować się także w dużej mierze w fantazjach.
Osoby narcystyczne są wyczulone na wizerunkowe wady i błędy innych. Mogą starać się obcować jedynie z ludźmi o wyjątkowo pozytywnym wizerunku. Gromadzą symboliczne, materialne i niematerialne, oznaki statusu, perfekcji i władzy. Porównują się z innymi i oceniają ich; przydatne idealizują, a pozostałe wykorzystują lub odrzucają. Mają skłonność do kontrolowania innych, niebrania ich potrzeb pod uwagę i do podejmowania jednostronnych decyzji i interpretacji zasad; stosują wobec siebie wyjątki od reguł oczekiwanych wobec „zwykłych” ludzi. Postrzegają się przy tym jako szczodre i szlachetne, robiące innym przysługę nawet gdy wymierzają im kary.
Noszą przekonanie, że nieprzyjemne emocje są zagrożeniem i że nie powinny ich doświadczać. Typowe dla zaburzenia narcystycznego są wybuchy zadziwiającej złości i destrukcyjności (rozsiewania plotek, zastraszania, gróźb, a nawet napady furii i przemoc) przy obeldze narcystycznej – umniejszeniu lub niedocenieniu, a także depresja przy zdemaskowaniu. Osoby narcystyczne nie nauczyły się wystarczającej akceptacji normalnego, chwilowego poczucia słabości lub porażki i panowania nad nim. Ich impulsywność, ambicje i brawura mogą czasami wręcz przypominać stany maniakalne, ale są bardziej sensowne i zrównoważone. Szczerą wrażliwość i troskę mogą uważać za słabość.

#### Terapia
Opracowano kilka kwestionariuszy mogących pomóc w diagnozie narcystycznego zaburzenia osobowości, lub cech narcystycznych, choć według Becka i in. dokładna ocena ich trafności jest niemożliwa ze względu na brak kompletnej definicji tych konstruktów. Zaburzenia osobowości mogą być trudne w diagnozie i terapii, ponieważ są egosyntoniczne i trwałe – osoby, które można byłoby tak zdiagnozować, nie uznają ich za coś złego albo nienormalnego i rzadko są zmotywowane do terapii. Często nie mają problemów z podstawowymi umiejętnościami potrzebnymi w powierzchownych relacjach. Mogą uważać, że poddanie się czyimkolwiek wpływom – także terapeutów – jest oznaką słabości.
Ogólne zasady pracy nad zaburzeniami osobowości w podejściu poznawczym obejmują wiele elementów typowych dla innych diagnoz. Opiera się, jak inne terapie, na nawiązaniu i zawarciu kontaktu oraz kontraktu terapeutycznego. Praca polega na rozwoju konceptualizacji przypadku i celu terapii wspólnie z pacjentem, rozpoznawaniu i testowaniu prawdziwości i funkcjonalności przekonań i schematów poznawczych, oraz na ćwiczeniu przystosowawczych alternatyw. Podejście poznawcze zakłada użycie technik doświadczeniowych, behawioralnych i poznawczych; w przypadku zaburzeń osobowości relatywnie większą uwagę poświęca się materiałom z dzieciństwa. Podobnie jak w psychodynamicznych terapiach zaburzeń osobowości i tu szczególną rolę gra relacja terapeutyczna (w psychoanalizie tzw. przeniesienie i przeciwprzeniesienie).
W ujęciu Becka i in., osoby narcystyczne trafiają na terapię często w fazie „antykontemplacji” – gdy są ambiwalentne lub niechętne wobec zmian, terapii i wglądu. Z reguły uzewnętrzniają źródła swoich problemów. W terapii stosują podobne postawy i strategie interpersonalne, co poza nią: dewaluują lub idealizują osobę prowadzącą, oraz oczekują bezproblemowego i bezwysiłkowego osiągnięcia sukcesu. W ambiwalencji do terapii może pomóc zauważenie, że „wielu sławnych, wyjątkowych ludzi ma terapeutów”.
Główne cele poznawczej terapii poznawczej narcystycznego zaburzenia osobowości według Becka i in. uwzględniają na przykład ćwiczenie:
- dojrzałej umiejętności samodoskonalenia, elastycznego realizowania celów, oraz realistycznego rozumienia sukcesu, porażki i „połowicznych”, „niewyjątkowych”, wystarczająco dobrych rezultatów,
- świadomości granic, empatii wobec innych punktów widzenia i umiejętności nawiązywania relacji bliskich i intymnych,
- oraz analizowanie własnych reakcji emocjonalnych, przekonań o wartości i uczuciach, oraz zachowań, prowadzące do wypracowania konstruktywnych, alternatywnych postaw i umiejętności.

Diagnozę i terapię zaburzeń osobowości Beck i in. określają jako trudną i specjalistyczną; z reguły zmiana wymaga relatywnie długiej pracy, ważną rolę odgrywają w niej także sesje podtrzymujące po zakończeniu leczenia.

## Kultura
W przyczynkowym badaniu z 2005 ośmioro przeszkolonych studentów psychologii oceniających kilka fikcyjnych postaci uznało, że prototypowe kryteria narcyzmu spełnia Suzanne Stone z filmu Za wszelką cenę.
Część autorów używając takich określeń jak „epidemia narcyzmu” spekuluje, że świat współczesny sprzyja rozwojowi cech narcystycznych. Według ich ocen, w nowożytnym społeczeństwie masowym pierwsze i powierzchowne wrażenia są bardziej cenne, a uczciwość, szczerość i reputacja stały się mniej wartościowe niż w przeszłości. Gospodarka rynkowa ma dodatkowo promować zachłanność, materializm i próżność. Tracić na znaczeniu mają prywatne i zniuansowane aspekty tożsamości; „wizerunek zastępuje istotę człowieka”. Cykl publikacji Twenge argumentował na podstawie danych empirycznych, że cechy narcystyczne są współcześnie częstsze niż dawniej. Paris ocenił te hipotezy jako przesadzone. W badaniu empirycznym opublikowanym w 2017 Wetzel i in. dowodzili z kolei, że cechy takie stały się w ostatnich dekadach wręcz nieco rzadsze.